# Леди и Бродяга
«Ле́ди и Бродя́га» (англ. Lady and the Tramp) — 15-й полнометражный мультфильм студии Уолта Диснея 1955 года, первый мультфильм в формате CinemaScope, а также первый мультфильм, распространяемый с помощью дочерней компании Buena Vista Film Distribution (ранее распространением мультфильмов Диснея занималась компания RKO Radio Pictures). Сюжет мультфильма базируется на двух источниках — во-первых, на рассказе Уорда Грина «Счастливый Дэн, циничный пёс» (англ. Happy Dan, The Cynical Dog), а во-вторых — на давней задумке диснеевского аниматора Джо Гранта.
В 2006 году переработанная и восстановленная версия мультфильма была издана на DVD в рамках серии «Disney’s Platinum Edition».
В первый день продаж издание разошлось тиражом более миллиона экземпляров.

## Сюжет
Однажды зимним вечером Джим Дир (Dear, досл. пер. с англ. — «дорогой») дарит своей любимой жене Дарлинг (Darling, досл. пер. с англ. — «любимая») щенка породы Американский кокер-спаниель по имени Леди. Леди быстро становится членом семьи, знакомится с соседскими собаками — шотландским терьером Джоком и бладхаундом Трасти (в других версиях перевода — Верный), а через полгода получает свой первый ошейник с номерком — собачьим «удостоверением личности».
На другом конце города, около железнодорожной станции, под водонапорной башней, живёт бродяга Бутч — обычный бездомный пёс. Однажды утром он узнаёт, что в городе началась охота на бездомных собак, и двух его приятелей уже поймали. Не без труда ему удаётся освободить их и скрыться от преследования — так он и попадает в «богатый» квартал, в котором знакомится с Леди. Так и начинается их непростая история любви, полная приключений и неожиданностей.

## Роли озвучивали

Бобёр, Леди и Бродяга

- Барбара Ладди — Леди:
Американский кокер спаниель. Подаренная Дарлинг на Рождество Джимом Диром, она быстро становится центром их жизни, но затем частично вытесняется рождением человеческого ребенка, которого она начинает преданно любить. Ее опыт вне дома и встреча с Бродягой заставляют ее задаться вопросом о природе ее отношений с людьми (которых она никогда не считает своими хозяевами) и дают ей новое понимание окружающего мира, полного животных и людей, удовольствий и опасностей.
- Ларри Робертс — Бутч / Бродяга:
Помесь шнауцера и терьера. Бродячий пёс, проживающий на улице. При встрече с Леди, называет её «Лапа». Он никогда не называет себя по имени, хотя большинство собачьего состава фильма называют его Бродягой. Только в сиквеле люди называют его Бродягой, и никогда не объясняется, почему они называют его тем самым именем, под которым он был известен на улицах. В фильме у Бродяги были и другие имена, а на вопрос Леди о том, есть ли у него семья, Бродяга отвечает: «По одному на каждый день недели. Суть в том, что ни у одной из них нет меня». Каждая упомянутая семья называла его разными именами (например, Майк или Фритци). Семьи также были разных национальностей (например, ирландские или немецкие). Поскольку он не принадлежал к одной семье, Бродяга подразумевал, что это было легче, чем проблемы с ребенком, через которые в то время проходила Леди.
- Билл Томпсон — Джок:
Скотч-терьер. Сосед Леди и лучший друг Трасти. Томпсон также озвучивал Джо, помощника повара Тони; Булла, бездомного бульдога из собачьего питомника, говорящего с легким акцентом кокни; Такси, бездомного кобеля таксы из собачьего питомника, говорящего с немецким акцентом; полицейского с ирландским акцентом; и друга Джима.
- Билл Бауком — Трасти:
Бладхаунд. Сосед Леди и лучший друг Джока. Ранее выслеживал преступников вместе со своим дедушкой, Старым Трасти, пока не потерял обоняние. Однако к концу мультфильма, при помощи обоняния смог вычислить карету с Бродягой.
- Джордж Гивот — Тони:
Владелец и шеф-повар итальянского ресторана Tony's. Тони и его помощник Джо испытывают большую привязанность к Бродяге, и устраивают ему и Леди романтический вечер, исполняя песню «Bella Notte».
- Пегги Ли — Дарлинг:
Владелица Леди. Жена Джима Дира и мать их ребёнка. Ли также озвучила Си и Ам, сиамских котов-близнецов тети Сары, склонных к озорству и бесконечным неприятностям. Она также озвучивает Пэгг — бездомную самку пекинеса, которую Леди встречает в приюте (вместе с другими сородичами, с которыми ее посадили в клетку). Имена Си и Ам — это каламбур на тему страны Сиам.
- Ли Миллар — Джим Дир:
Владелец Леди. Муж Дарлинг и отец их ребёнка. Миллар также озвучивал Собаколовку.
- Верна Фелтон — Тётя Сара:
Тётя Джима Дира (в новеллизации фильма Уорда Грина она оказалась сестрой матери Джима Дира), которая приезжает, чтобы позаботиться о ребенке, когда Джим Дир и Дарлинг уезжают на несколько дней. Это благонамеренная тетушка, обожающая своих сиамских кошек, но не считающая, что собаки должны находиться рядом с детьми. Она обвиняет Леди и Бродягу в том, что они опрокинули детскую кроватку, не зная, что на самом деле они защищали ребенка от злобной крысы. Однако в финальной сцене фильма она посылает на Рождество коробку собачьего печенья в попытке загладить свою вину за плохое обращение с двумя собаками.
- Стэн Фреберг — Бобёр:
Умный, трудолюбивый бобёр в зоопарке, который говорит с придыханием. Он отгрызает намордник, который тетя Сара нацепила на Леди. После этого, Бродяга понимает, что намордник — это как раз то, что нужно бобру для таскания бревен. Впоследствии этот персонаж послужил вдохновением для Суслика из мультфильма «Винни-Пух и медовое дерево» (1966), вплоть до речевой модели (свистящий звук, когда он произносит букву «с»). Стэн Фреберг, озвучивавший бобра в фильме, имел обширный опыт записи закадровых голосов и саундтреков в коммерческих и комедийных фильмах. На 2-дисковом DVD Platinum Edition он демонстрирует, как это было сделано, и что в конечном итоге был использован свист, потому что было трудно продолжать повторять этот эффект.
- Алан Рид — Борис:
Русский борзой. Пёс с собачьего приюта, говорящий с русским акцентом. Философ, цитирующий Максима Горького
- Турл Рейвенскрофт — Эл:
Аллигатор в зоопарке, которого Бродяга просит снять намордник с Леди. Однако вместо этого он чуть не откусывает Леди голову.

## История создания

### Разработка
Финальная версия немного отличается от запланированной. Первоначальный сюжет (1930-е — начало 40-х гг.) не содержал персонажа Бродяги в том виде, в котором его можно наблюдать в мультфильме. По одной из версий, история была сосредоточена на Леди и двух её поклонниках — русской борзой Борисе и бездомном псе Гомере, а в качестве основных отрицательных персонажей выступали сиамские коты и крыса. Позже волкодав Борис всё же появляется в мультфильме в качестве второстепенного персонажа.
В 1943 году сюжет был переработан в соответствии с литературным произведением Уорда Грина и сконцентрировался на противоречиях между Леди и Бродягой (хотя своё имя Бродяга получил не сразу — до этого его звали Бозо, Рэгсом и Гомером). Поначалу у Леди был только один пёс-сосед по кличке Хьюберт, но позже Хьюберта заменили Джоком и Трасти.
Некоторые второстепенные персонажи претерпели значительные изменения в ходе работы над мультфильмом. Так, сиамские коты Си и Ам изначально планировались как гораздо более зловещие персонажи с расистским подтекстом. Тётя Сара же представлялась как суровая тёща-тиран без единого положительного качества. Крыса, олицетворяющая в мультфильме зло, изначально была комическим персонажем.
Первоначальный финал мультфильма был гораздо более трагическим — Трасти умирал, пытаясь остановить экипаж с Бродягой, направляющийся в собачий приют. Однако, Уолт Дисней, не желая повторения событий, связанных с «Бэмби», «воскресил» Трасти в заключительной сцене, давая понять, что он всего лишь сломал лапу.
Существует легенда, согласно которой начало «Леди и Бродяги» — эпизод с рождественским подарком — имеет реальные основания. По этой легенде, Уолт Дисней забыл о свидании со своей женой и, желая загладить вину, подарил ей щенка. Тем не менее, достоверность этой истории подлежит большому сомнению — скорее всего, легенда была придумана для общественности после ухода со студии Джо Гранта — оригинального идейного вдохновителя.

### Съёмки
«Леди и Бродяга» стал первым студийным полнометражным фильмом, снятым в формате CinemaScope (кинотеатральный формат, соотношение сторон — 2,55:1). Тем не менее первоначально мультфильм разрабатывался в обычном для Диснея формате 4:3, и лишь спустя время было принято решение переориентироваться на набирающий популярность CinemaScope (однако некоторое распространение получила и версия 4:3). В результате художникам в спешном порядке пришлось дорисовывать (расширять) задние планы и менять конфигурацию сцен. Косвенные свидетельства того, что изначально мультфильм не был широкоэкранным — высокая статичность фона и концентрированность действия в правой, левой или центральной частях сцены.
Многие значительные фигуры компании Диснея, в том числе и сам Уолт, признавали, что «Леди и Бродяга» — первый мультфильм, в котором явно подразумевалась любовная сцена. Ситуация осложнялась тем, что формально, согласно сюжету, Леди и Бродяга не были супругами — а любые элементы «секса до брака» в кино в то время не одобрялись Голливудом. «Леди и Бродяга» был исключением, и не в последнюю очередь из-за того, что основные действующие лица — не люди, а собаки.

### Музыка
Музыкальное оформление к фильму написал композитор и дирижёр Оливер Уоллас.
Авторами песен выступили джазовая певица Пегги Ли и композитор Санни Берк.
В 1988 году Пегги Ли, принимавшая участие в написании партитуры и сохранившая за собой права на музыкальную запись аранжировки, обвинила студию Диснея в нарушении контракта и подала судебный иск, заявив, что распространяемые компанией видеокассеты с фильмом также представляют собой музыкальную запись.
В 1991 году ей удалось взыскать со студии компенсацию в размере 2,3 млн долларов.

## Награды
| Оценки критиков | Оценки критиков |
| Источник        | Оценка          |
| --------------- | --------------- |
| AllMovie        | [ 11 ]          |
| Smash Hits      | без оценки      |

- 1956 — Мультфильм «Леди и Бродяга» получил награду David di Donatello Awards — за лучший иностранный фильм (Best Foreign Production)[13].

## Продолжения
Популярность мультфильма повлекла за собой публикацию серии комиксов «Шалун» (англ. Scamp), повествующих о похождениях щенка Леди и Бродяги. Комиксы издавались с 1955 по 1988 год, а впоследствии по мотивам этих комиксов было снято продолжение картины — «Леди и Бродяга 2: Приключения Шалуна».

## Перезапуск
В начале 2018 года появились сообщения о готовящемся перезапуске мультфильма в виде фильма с живыми актёрами.
В марте того же года было объявлено, что режиссёром фильма станет Чарли Бин, а сценарий напишет Эндрю Буяльски.
Съёмки фильма начались в сентябре 2018 года и прошли в Атланте и Саванне, Джорджия. Премьера фильма прошла на Disney+ 12 ноября 2019 года. Картина получила средние отзывы кинокритиков.